# Arkiv för Matematik
Arkiv för Matematik is een internationaal, aan collegiale toetsing onderworpen wetenschappelijk tijdschrift op het gebied van de wiskunde. De naam wordt in literatuurverwijzingen meestal afgekort tot Ark. Mater.
Arkiv för Matematik werd in 1903 opgericht door de Kungliga Vetenskapsakademien, de Zweedse academie voor wetenschappen. Tot 1949 verscheen het als onderdeel van Arkiv för matematik, astronomi och fysik; dan werd het een apart tijdschrift. Sinds 1971 wordt het uitgegeven door Mittag-Leffler Instituut, een wiskundig onderzoeksinstituut onder auspiciën van de Kungliga Vetenskapsakademien dat ook Acta Mathematica uitgeeft. De verspreiding wordt verzorgd door Springer Science+Business Media.